# Magna Carta Holy Grail
Albums de Jay-Z
Watch the Throne
(2011) 4:44
(2017)
Singles
1. Holy Grail
Sortie : 10 juillet 2013
2. Tom Ford
Sortie : 15 octobre 2013
3. Part II (On the Run)
Sortie : 20 janvier 2014

Magna Carta Holy Grail (stylisé en Magna Carta... Holy Grail) est le douzième album studio du rappeur américain Jay-Z, sorti en 2013. Il a été rendu disponible gratuitement en téléchargement légal pour les clients Samsung par le biais de l'application JAY Z Magna Carta le 4 juillet 2013, puis publié dans sa version physique le 8 juillet 2013, par Roc-A-Fella et Roc Nation tout en étant distribué par Universal. L'album a été promu à travers de nombreuses publicités de Samsung mais n'avait pas été précédé par un single. Il comprend des collaborations avec Justin Timberlake, Nas, Rick Ross, Frank Ocean et Beyoncé. La production de l'opus a été principalement exécutée par Timbaland et Jerome « J-Roc » Harmon, ainsi que par d'autres producteurs tels que Boi-1da, Mike Will Made It, Hit-Boy, Mike Dean, No I.D., The-Dream, Swizz Beatz et Pharrell Williams, entre autres.
En décembre 2013, Jay-Z fait une rétrospective de sa carrière et établit un classement de ses 12 albums studio solo : il classe Magna Carta... Holy Grail à la 6e place.

## Historique
Le 23 septembre 2010, Q-Tip confirme qu'il travaille sur un nouvel album de Jay-Z, prévu pour le printemps 2011. En mai 2012, il est révélé que Jay-Z travaille sur un nouvel album avec le producteur Jahlil Beats affilié à Roc Nation. Dans une interview à XXL, Jahlil Beats confirme que Jay-Z utilise certaines de ces compositions. Le développement de l'album reste secret, bien que The-Dream l'évoque en avril 2013 dans une interview sur Hot 97.
Courant 2012, il est révélé que Jay-Z a enregistré trois titres, dont un avec Frank Ocean. Par ailleurs, certains producteurs sont confirmés sur l'album comme Jahlil Beats, Kanye West, Pharrell Williams, Rick Rubin, Swizz Beatz ou encore Timbaland. Jay-Z a également été vu en studio avec des artistes comme Drake, The-Dream, Raekwon, Nas et Justin Timberlake,.
En janvier 2013, l'album apparait à la 3e place du classement des « 35 albums les plus attendus de l'année 2013 » établi par le magazine XXL et 2e dans celui des "albums les plus attendus de l'été 2013" du site Internet Complex.

## Sortie et promotion
Le 16 juin 2013 durant le 5e match de la Finale NBA 2013, Jay-Z apparait dans une publicité pour Samsung dans laquelle il annonce que son 12e album studio s'intitulera Magna Carta Holy Grail et sortira le 4 juillet 2013, le Jour de l'Indépendance, pour certains possesseurs de smartphones Samsung. Dans ce spot publicitaire, Jay-Z s'affiche aux côtés notamment de Timbaland, Rick Rubin, Swizz Beatz et Pharrell Williams et y explique que « ce nouveau disque traite de la dualité [du monde] et la façon d'évoluer entre le succès, l'échec, etc. tout en restant soi-même (...) Nous ne suivons pas de règle, tout le monde essaie de faire à sa façon. C'est pourquoi internet ressemble à l'époque de la conquête de l'Ouest. Nous devons écrire de nouvelle règles ». Il est révélé que l'album sera en téléchargement gratuit pour le premier million d'utilisateurs de Samsung Galaxy S III, Samsung Galaxy S4 et Samsung Galaxy Note II. L'entreprise coréenne a ainsi acheté 1 million d'exemplaires de l'album à 5 dollars pièce, pour notamment concurrencer Apple et son iTunes Store.
L'album sort 8 juillet dans le reste du monde.

## Pochette
La pochette de l'album est révélée le 3 juillet 2013. C'est une photographie en noir et blanc, elle est même présentée quelque temps à côté de l'un des rares exemplaires de la Magna Carta (la « Grande Charte ») à la Cathédrale de Salisbury en Angleterre,.

## Critique
Sur l'agrégateur Metacritic, l'album obtient une moyenne de 56/100 pour 28 critiques.
Steve Jones du USA Today donne à Magna Carta... Holy Grail la note maximale de quatre étoiles sur quatre, déclarant : « L'ampleur de son sujet - qui porte également sur la famille, la loyauté, la spiritualité et la renommée - va de pair avec son acuité lyrique. Son point de vue est celui de quelqu'un qui a accompli beaucoup de choses, mais n'a pas perdu de vue ce qui l'a amené à ce stade ». Le New York Daily News donne 4 étoiles sur 5 et note un changement dans les thèmes abordés par le rappeur par rapport à son précédent album solo The Blueprint 3. Cependant, Andy Gill, dans The Independent, trouve que le rappeur parle à nouveau de sa santé et de son mariage avec Beyoncé. Pour Ben Rayner du Toronto Star, « Jay-Z does Jay-Z » (« Jay-Z fait du Jay-Z »). Helen Brown du The Telegraph trouve que l'album de Jay-Z est plus facile à écouter que celui de Kanye West, Yeezus, sorti quelques semaines avant. Le Los Angeles Times trouve que la production et les samples sont efficaces mais déplore cependant que les malignes références à Pablo Picasso et Jean-Michel Basquiat ne soient pas mieux expliquées.

## Performance dans les classements
En juin 2013, le directeur éditorial de Billboard Bill Werde annonce que le million d'albums acheté par Samsung ne sera pas comptabilisé dans les ventes globales. À la suite de la sortie de l'album, la RIAA a d'ailleurs décidé de changer sa politique de certification des albums. En effet, jusqu'ici il fallait attendre 30 jours pour que les ventes d'un album soit comptabilisé et puisse donc avoir une certification. Les albums téléchargés peuvent aujourd'hui être instantanément certifiés. Magna Carta... Holy Grail est donc déjà certifié disque de platine avant sa sortie.
Sans comptabiliser les ventes de Samsung, l'album débarque en tête des ventes aux États-Unis avec 528 000 exemplaires écoulés. Avec cet album, Jay Z décroche son 13e « numéro 1 » aux États-Unis et bat le record du plus grand nombre d'albums numéro 1 pour un artiste en solo, précédemment détenu par Elvis Presley. Le 2 septembre 2013 l'album est certifié double disques de platines par la RIAA. Si l'on ignore l'achat de Samsung les ventes réels ne sont que d'un million d'exemplaires.

## Liste des pistes
La liste des titres est confirmée le 22 juin 2013 après une « chasse au trésor » dans les rues de New York,. Le 4 juillet 2013, iTunes en dévoile cependant une autre, contenant 16 chansons sans titre bonus, alors que le premier offrait 13 morceaux et 2 bonus.
| No  | Titre                                         | Auteur | Compositeur(s)                                       | Durée |
| --- | --------------------------------------------- | --- | ---------------------------------------------------- | ----- |
| 1.  | Holy Grail (featuring Justin Timberlake)      | Justin Timberlake, Shawn Carter, Terius "The-Dream" Nash, Timothy Mosley, Jerome Harmon, E. Wilson, Kurt Cobain, Dave Grohl, Krist Novoselic | Timbaland, The-Dream, Jerome "J-Roc" Harmon, No I.D. | 5:38  |
| 2.  | Picasso Baby                                  | S. Carter, T. Mosley, J. Harmon, Adrian Younge                                                                                               | Timbaland, J-Roc                                     | 4:05  |
| 3.  | Tom Ford                                      | S. Carter, T. Mosley, J. Harmon | Timbaland, J-Roc                                     | 3:09  |
| 4.  | FuckWithMeYouKnowIGotIt (featuring Rick Ross) | S. Carter, Matthew Samuels, A. Hernandez, W. Roberts                                                                                         | Boi-1da, Vinylz, Timbaland (add.), J-Roc             | 4:03  |
| 5.  | Oceans (featuring Frank Ocean)                | S. Carter, Christopher Breaux, Pharrell Williams                                                                                             | Pharrell, Timbaland (add.)                           | 3:58  |
| 6.  | F.U.T.W.                                      | S. Carter, T. Mosley, J. Harmon | Timbaland, J-Roc                                     | 4:02  |
| 7.  | Somewhere in America                          | S. Carter, Chauncey Hollis, Mike Dean | Hit-Boy, Darhyl "Hey DJ" Camper, Mike Dean           | 2:28  |
| 8.  | Crown                                         | S. Carter, J. Webster, K. Bennett, M. Dean, Miguel Collins, B. Dixon                                                                         | Travis Scott, WondaGurl, Mike Dean                   | 4:33  |
| 9.  | Heaven                                        | S. Carter, T. Nash, J. Timberlake, T. Mosley, J. Harmon, William Berry, Peter Buck, Mike Mills, Michael Stipe                                | Timbaland, The-Dream, J-Roc                          | 4:03  |
| 10. | Versus                                        | S. Carter, Kasseem Dean, J. Davis, T. Mosley, J. Harmon, F. Hubbard, M. Jones, M. Taylor                                                     | Timbaland, Swizz Beatz                               | 0:51  |
| 11. | Part II (On the Run) (featuring Beyoncé)      | S. Carter, James Fauntleroy, T. Mosley, J. Harmon                                                                                            | Timbaland, J-Roc                                     | 5:33  |
| 12. | Beach Is Better                               | S. Carter, Michael Williams, M. Middlebrooks                                                                                                 | Mike Will Made It, Marz                              | 0:55  |
| 13. | BBC                                           | S. Carter, P. Williams, Nasir Jones, T. Mosley, J. Timberlake, K. Dean                                                                       | Pharrell Williams, Timbaland                         | 3:12  |
| 14. | Jay Z Blue                                    | S. Carter, J. Harmon, C. Broady, T. Mosley, J. Timberlake, Sean Combs, Darryl McDaniels, N. Myrick, Christopher Wallace                      | Timbaland, J-Roc, Justin Timberlake                  | 3:50  |
| 15. | La Familia                                    | S. Carter, J. Harmon, T. Mosley | Timbaland, J-Roc                                     | 3:33  |
| 16. | Nickels and Dimes                             | S. Carter, Kyambo Joshua, M. Dean, Sumach Valentine                                                                                          | Kyambo Joshua, Mike Dean                             | 5:03  |

| 17. | Open Letter |  | Swizz Beatz, Timbaland | 2:41 |

Notes
- Tom Ford contient une apparition vocale non créditée de Beyoncé.
- Crown contient une apparition vocale non créditée de Travis Scott.
- Heaven contient une apparition vocale non créditée de Justin Timberlake
- BBC contient des apparitions vocales non créditées de Pharrell Williams, Swizz Beatz, Justin Timberlake, Beyoncé, Nas et Timbaland.

## Samples
- Holy Grail reprend des paroles de Smells Like Teen Spirit de Nirvana[38].
- Picasso Baby contient un sample de Sirens d'Adrian Younge.
- Somewhere in America contient un sample de Gangster of Love (Part 1) de Johnny Guitar Watson.
- Crown contient un sample de Solid As a Rock de Sizzla.
- Heaven reprend des paroles de Losing My Religion de R.E.M.[38] et un sample de Reverie d'Adrian Younge.
- Versus contient un sample de Sucka Nigga de A Tribe Called Quest.
- BBC reprend des paroles de Feel So Good de Mase.
- Jay-Z Blue contient un sample vocal de My Downfall de The Notorious B.I.G. ainsi qu'un extrait du monologue de Faye Dunaway dans le film Maman très chère[17].
- Nickels and Dimes contient un sample de Nikels and Dimes interprété par Gonjasufi.

## Classements hebdomadaires
| Classements et pays (2013)          | Meilleure position |
| ----------------------------------- | ------------------ |
| Allemagne (Media Control AG)        | 9                  |
| Australie (ARIA)                    | 2                  |
| Autriche (Ö3 Austria Top 40)        | 14                 |
| Belgique (Flandre Ultratop)         | 7                  |
| Belgique (Wallonie Ultratop)        | 31                 |
| Canada (Canadian Albums)            | 1                  |
| Danemark (Tracklisten)              | 2                  |
| Espagne (Promusicae)                | 59                 |
| États-Unis (Billboard 200)          | 1                  |
| États-Unis (Top R&B/Hip-Hop Albums) | 1                  |
| France (SNEP)                       | 12                 |
| Finlande (Suomen virallinen lista)  | 17                 |
| Irlande (IRMA)                      | 2                  |
| Nouvelle-Zélande (RIANZ)            | 2                  |
| Norvège (VG-lista)                  | 2                  |
| Pays-Bas (Mega Album Top 100)       | 7                  |
| Royaume-Uni (UK Albums Chart)       | 1                  |
| Royaume-Uni (R&B Albums)            | 1                  |
| Suisse (Schweizer Hitparade)        | 1                  |
| Suède (Sverigetopplistan)           | 55                 |

## Certifications
| Pays              | Certification | Ventes    |
| ----------------- | ------------- | --------- |
| Canada (CRIA)     | Platine       | 80 000    |
| États-Unis (RIAA) | 2 × Platine   | 2 000 000 |
| Royaume-Uni (BPI) | Or            | 100 000   |

## Historique de sortie
| Région      | Date            | Format                            | Label                              | Édition          |
| ----------- | --------------- | --------------------------------- | ---------------------------------- | ---------------- |
| Mondial     | 4 juillet 2013  | Téléchargement (via Samsung Apps) | Roc-A-Fella, Roc Nation, Universal | Normale          |
| Australie   | 8 juillet 2013  | Téléchargement                    | Roc-A-Fella, Roc Nation, Universal | Normale          |
| Australie   | 8 juillet 2013  | CD[réf. nécessaire]               | Roc-A-Fella, Roc Nation, Universal | Avec titre bonus |
| Allemagne   | 8 juillet 2013  | CD, téléchargement                | Roc-A-Fella, Roc Nation, Universal | Normale          |
| Royaume-Uni | 8 juillet 2013  | Téléchargement                    | Virgin EMI                         | Normale          |
| États-Unis  | 9 juillet 2013  | Téléchargement, CD                | Universal                          | Normale          |
| Royaume-Uni | 15 juillet 2013 | CD                                | Virgin EMI                         | Avec titre bonus |
| France      | 17 juillet 2013 | CD                                | Def Jam                            | NC               |
| Canada      | 23 juillet 2013 | CD                                | Universal                          | Normale          |
| États-Unis  | NC              | Vinyle                            | Third Man                          | Avec titre bonus |